# Alberto Junior Rodríguez
Alberto Junior Rodríguez Valdelomar (Lima, 31 marzo 1984) è un ex calciatore peruviano, di ruolo difensore.

## Carriera

### Club
Durante la sua carriera ha giocato sia in Patria che in Europa; nel vecchio continente ha indossato le maglie di Braga, Sporting Lisbona e Rio Ave.
Nel luglio 2012 è stato ceduto in prestito al Deportivo la Coruña nella Liga, scegliendo come altri compagni di squadra il mercato spagnolo. Torna però dopo poco tempo a Lisbona per non aver superato le rituali visite mediche.
Il 24 luglio 2012, Rodríguez rescinde il contratto con lo Sporting e ne firma uno nuovo con la squadra portoghese del Rio Ave.

### Nazionale
Dopo aver giocato l'Under-20 del suo paese, partecipando, tra l'altro, al Campionato sudamericano di categoria nel 2003, dal 2005 ha rappresentato più volte la Nazionale maggiore.
Ha preso parte alla Coppa America 2007, a quella del 2011 e alla Copa América Centenario.
Con la squalifica di Paolo Guerrero tra il novembre 2017 e il maggio 2018 è stato il capitano della Nazionale; con il rientro dell'ex giocatore di Bayern Monaco e Amburgo è tornato a essere il vice-capitano.
È stato convocato anche per i Mondiali 2018.

## Statistiche

### Cronologia presenze e reti in Nazionale
| Cronologia completa delle presenze e delle reti in nazionale ― Perù | Cronologia completa delle presenze e delle reti in nazionale ― Perù | Cronologia completa delle presenze e delle reti in nazionale ― Perù | Cronologia completa delle presenze e delle reti in nazionale ― Perù | Cronologia completa delle presenze e delle reti in nazionale ― Perù | Cronologia completa delle presenze e delle reti in nazionale ― Perù | Cronologia completa delle presenze e delle reti in nazionale ― Perù | Cronologia completa delle presenze e delle reti in nazionale ― Perù |
| Data                                                                | Città                                                               | In casa                                                             | Risultato                                                           | Ospiti                                                              | Competizione                                                        | Reti                                                                | Note                                                                |
| ------------------------------------------------------------------- | ------------------------------------------------------------------- | ------------------------------------------------------------------- | ------------------------------------------------------------------- | ------------------------------------------------------------------- | ------------------------------------------------------------------- | ------------------------------------------------------------------- | ------------------------------------------------------------------- |
| 1-4-2003                                                            | Lima                                                                | Perù                                                                | 3 – 1                                                               | Cile                                                                | Amichevole                                                          | -                                                                   | 83’                                                                 |
| 29-7-2003                                                           | Montevideo                                                          | Uruguay                                                             | 1 – 0                                                               | Perù                                                                | Amichevole                                                          | -                                                                   | 37’                                                                 |
| 26-8-2003                                                           | Lima                                                                | Perù                                                                | 0 – 0                                                               | Guatemala                                                           | Amichevole                                                          | -                                                                   |                                                                     |
| 9-10-2004                                                           | La Paz                                                              | Bolivia                                                             | 1 – 0                                                               | Perù                                                                | Qual. Mondiali 2006                                                 | -                                                                   |                                                                     |
| 17-11-2004                                                          | Lima                                                                | Perù                                                                | 2 – 1                                                               | Cile                                                                | Qual. Mondiali 2006                                                 | -                                                                   |                                                                     |
| 27-3-2005                                                           | Goiânia                                                             | Brasile                                                             | 1 – 0                                                               | Perù                                                                | Qual. Mondiali 2006                                                 | -                                                                   | 72’                                                                 |
| 17-8-2005                                                           | Tacna                                                               | Perù                                                                | 3 – 1                                                               | Cile                                                                | Amichevole                                                          | -                                                                   | 72’                                                                 |
| 9-10-2005                                                           | Buenos Aires                                                        | Argentina                                                           | 2 – 0                                                               | Perù                                                                | Qual. Mondiali 2006                                                 | -                                                                   | 34’                                                                 |
| 14-11-2006                                                          | Kingston                                                            | Giamaica                                                            | 1 – 1                                                               | Perù                                                                | Amichevole                                                          | -                                                                   |                                                                     |
| 19-11-2006                                                          | Panama                                                              | Panama                                                              | 1 – 2                                                               | Perù                                                                | Amichevole                                                          | -                                                                   |                                                                     |
| 3-6-2007                                                            | Madrid                                                              | Ecuador                                                             | 1 – 2                                                               | Perù                                                                | Amichevole                                                          | -                                                                   | 46’                                                                 |
| 26-6-2007                                                           | Mérida                                                              | Uruguay                                                             | 0 – 3                                                               | Perù                                                                | Coppa America 2007 - 1º turno                                       | -                                                                   |                                                                     |
| 30-6-2007                                                           | San Cristóbal                                                       | Venezuela                                                           | 2 – 0                                                               | Perù                                                                | Coppa America 2007 - 1º turno                                       | -                                                                   | 54’                                                                 |
| 3-7-2007                                                            | Mérida                                                              | Perù                                                                | 2 – 2                                                               | Bolivia                                                             | Coppa America 2007 - 1º turno                                       | -                                                                   | 73’                                                                 |
| 8-9-2007                                                            | Lima                                                                | Perù                                                                | 2 – 2                                                               | Colombia                                                            | Amichevole                                                          | -                                                                   | 46’                                                                 |
| 12-9-2007                                                           | Lima                                                                | Perù                                                                | 2 – 0                                                               | Bolivia                                                             | Amichevole                                                          | -                                                                   |                                                                     |
| 13-10-2007                                                          | Lima                                                                | Perù                                                                | 0 – 0                                                               | Paraguay                                                            | Qual. Mondiali 2010                                                 | -                                                                   | 41’                                                                 |
| 17-10-2007                                                          | Santiago del Cile                                                   | Cile                                                                | 2 – 0                                                               | Perù                                                                | Qual. Mondiali 2010                                                 | -                                                                   |                                                                     |
| 18-11-2007                                                          | Lima                                                                | Perù                                                                | 1 – 1                                                               | Brasile                                                             | Qual. Mondiali 2010                                                 | -                                                                   |                                                                     |
| 31-5-2008                                                           | Huelva                                                              | Spagna                                                              | 2 – 1                                                               | Perù                                                                | Amichevole                                                          | -                                                                   | 25’                                                                 |
| 14-6-2008                                                           | Lima                                                                | Perù                                                                | 1 – 1                                                               | Colombia                                                            | Qual. Mondiali 2010                                                 | -                                                                   |                                                                     |
| 17-6-2008                                                           | Montevideo                                                          | Uruguay                                                             | 6 – 0                                                               | Perù                                                                | Qual. Mondiali 2010                                                 | -                                                                   |                                                                     |
| 6-9-2008                                                            | Lima                                                                | Perù                                                                | 1 – 0                                                               | Venezuela                                                           | Qual. Mondiali 2010                                                 | -                                                                   | 29’                                                                 |
| 29-3-2009                                                           | Lima                                                                | Perù                                                                | 1 – 3                                                               | Cile                                                                | Qual. Mondiali 2010                                                 | -                                                                   |                                                                     |
| 1-4-2009                                                            | Porto Alegre                                                        | Brasile                                                             | 3 – 0                                                               | Perù                                                                | Qual. Mondiali 2010                                                 | -                                                                   |                                                                     |
| 7-6-2009                                                            | Lima                                                                | Perù                                                                | 1 – 2                                                               | Ecuador                                                             | Qual. Mondiali 2010                                                 | -                                                                   |                                                                     |
| 10-6-2009                                                           | Medellín                                                            | Colombia                                                            | 1 – 0                                                               | Perù                                                                | Qual. Mondiali 2010                                                 | -                                                                   |                                                                     |
| 5-9-2009                                                            | Lima                                                                | Perù                                                                | 1 – 0                                                               | Uruguay                                                             | Qual. Mondiali 2010                                                 | -                                                                   |                                                                     |
| 9-9-2009                                                            | Puerto La Cruz                                                      | Venezuela                                                           | 3 – 1                                                               | Perù                                                                | Qual. Mondiali 2010                                                 | -                                                                   |                                                                     |
| 10-10-2009                                                          | Buenos Aires                                                        | Argentina                                                           | 2 – 1                                                               | Perù                                                                | Qual. Mondiali 2010                                                 | -                                                                   |                                                                     |
| 14-10-2009                                                          | Lima                                                                | Perù                                                                | 1 – 0                                                               | Bolivia                                                             | Qual. Mondiali 2010                                                 | -                                                                   |                                                                     |
| 28-6-2011                                                           | Lima                                                                | Perù                                                                | 1 – 0                                                               | Senegal                                                             | Amichevole                                                          | -                                                                   | 46’                                                                 |
| 4-7-2011                                                            | San Juan                                                            | Uruguay                                                             | 1 – 1                                                               | Perù                                                                | Coppa America 2011 - 1º Turno                                       | -                                                                   |                                                                     |
| 8-7-2011                                                            | Mendoza                                                             | Perù                                                                | 1 – 0                                                               | Messico                                                             | Coppa America 2011 - 1º Turno                                       | -                                                                   |                                                                     |
| 16-7-2011                                                           | Córdoba                                                             | Colombia                                                            | 0 – 2 dts                                                           | Perù                                                                | Coppa America 2011 - Quarti di finale                               | -                                                                   | 65’                                                                 |
| 19-7-2011                                                           | La Plata                                                            | Perù                                                                | 0 – 2                                                               | Uruguay                                                             | Coppa America 2011 - Semifinale                                     | -                                                                   |                                                                     |
| 23-7-2011                                                           | La Plata                                                            | Perù                                                                | 4 – 1                                                               | Venezuela                                                           | Coppa America 2011 - Finale 3º Posto                                | -                                                                   |                                                                     |
| 7-10-2011                                                           | Lima                                                                | Perù                                                                | 2 – 0                                                               | Paraguay                                                            | Qual. Mondiali 2014                                                 | 2                                                                   |                                                                     |
| 11-10-2011                                                          | Santiago del Cile                                                   | Cile                                                                | 4 – 2                                                               | Perù                                                                | Qual. Mondiali 2014                                                 | -                                                                   |                                                                     |
| 7-9-2012                                                            | Lima                                                                | Perù                                                                | 2 – 1                                                               | Venezuela                                                           | Qual. Mondiali 2014                                                 | -                                                                   |                                                                     |
| 11-9-2012                                                           | Lima                                                                | Perù                                                                | 1 – 1                                                               | Argentina                                                           | Qual. Mondiali 2014                                                 | -                                                                   |                                                                     |
| 16-10-2012                                                          | Asunción                                                            | Paraguay                                                            | 1 – 0                                                               | Perù                                                                | Qual. Mondiali 2014                                                 | -                                                                   | 16’                                                                 |
| 6-2-2013                                                            | Couva                                                               | Trinidad e Tobago                                                   | 0 – 2                                                               | Perù                                                                | Amichevole                                                          | -                                                                   | 43’                                                                 |
| 22-3-2013                                                           | Lima                                                                | Perù                                                                | 1 – 0                                                               | Cile                                                                | Qual. Mondiali 2014                                                 | -                                                                   |                                                                     |
| 1-6-2013                                                            | Panama                                                              | Panama                                                              | 1 – 2                                                               | Perù                                                                | Amichevole                                                          | -                                                                   | 79’                                                                 |
| 7-6-2013                                                            | Lima                                                                | Perù                                                                | 1 – 0                                                               | Ecuador                                                             | Qual. Mondiali 2014                                                 | -                                                                   |                                                                     |
| 11-6-2013                                                           | Barranquilla                                                        | Colombia                                                            | 2 – 0                                                               | Perù                                                                | Qual. Mondiali 2014                                                 | -                                                                   |                                                                     |
| 14-8-2013                                                           | Suwon                                                               | Corea del Sud                                                       | 0 – 0                                                               | Perù                                                                | Amichevole                                                          | -                                                                   | 55’                                                                 |
| 6-9-2013                                                            | Lima                                                                | Perù                                                                | 1 – 2                                                               | Uruguay                                                             | Qual. Mondiali 2014                                                 | -                                                                   |                                                                     |
| 10-9-2013                                                           | Puerto La Cruz                                                      | Venezuela                                                           | 3 – 2                                                               | Perù                                                                | Qual. Mondiali 2014                                                 | -                                                                   |                                                                     |
| 30-5-2014                                                           | Londra                                                              | Inghilterra                                                         | 3 – 0                                                               | Perù                                                                | Amichevole                                                          | -                                                                   | Cap.                                                                |
| 3-6-2014                                                            | Lucerna                                                             | Svizzera                                                            | 2 – 0                                                               | Perù                                                                | Amichevole                                                          | -                                                                   | Cap. 60’                                                            |
| 29-3-2016                                                           | Montevideo                                                          | Uruguay                                                             | 1 – 0                                                               | Perù                                                                | Qual. Mondiali 2018                                                 | -                                                                   |                                                                     |
| 25-5-2016                                                           | Lima                                                                | Perù                                                                | 4 – 0                                                               | Trinidad e Tobago                                                   | Amichevole                                                          | -                                                                   | 69’                                                                 |
| 30-5-2016                                                           | Washington                                                          | El Salvador                                                         | 1 – 3                                                               | Perù                                                                | Amichevole                                                          | -                                                                   | Cap. 80’                                                            |
| 5-6-2016                                                            | Washington                                                          | Haiti                                                               | 0 – 1                                                               | Perù                                                                | Coppa America 2016 - 1º turno                                       | -                                                                   | 20’                                                                 |
| 9-6-2016                                                            | Phoenix                                                             | Ecuador                                                             | 2 – 2                                                               | Perù                                                                | Coppa America 2016 - 1º turno                                       | -                                                                   |                                                                     |
| 13-6-2016                                                           | Foxborough                                                          | Perù                                                                | 1 – 0                                                               | Brasile                                                             | Coppa America 2016 - 1º turno                                       | -                                                                   |                                                                     |
| 18-6-2016                                                           | East Rutherford                                                     | Perù                                                                | 0 – 0 (2 – 4 dtr)                                                   | Colombia                                                            | Coppa America 2016 - Quarti di finale                               | -                                                                   |                                                                     |
| 7-10-2016                                                           | Lima                                                                | Perù                                                                | 2 – 2                                                               | Argentina                                                           | Qual. Mondiali 2018                                                 | -                                                                   |                                                                     |
| 12-10-2016                                                          | Santiago del Cile                                                   | Cile                                                                | 2 – 1                                                               | Perù                                                                | Qual. Mondiali 2018                                                 | -                                                                   |                                                                     |
| 11-11-2016                                                          | Asunción                                                            | Paraguay                                                            | 1 – 4                                                               | Perù                                                                | Qual. Mondiali 2018                                                 | -                                                                   |                                                                     |
| 16-11-2016                                                          | Lima                                                                | Perù                                                                | 0 – 2                                                               | Brasile                                                             | Qual. Mondiali 2018                                                 | -                                                                   |                                                                     |
| 24-3-2017                                                           | Maturín                                                             | Venezuela                                                           | 2 – 2                                                               | Perù                                                                | Qual. Mondiali 2018                                                 | -                                                                   |                                                                     |
| 29-3-2017                                                           | Lima                                                                | Perù                                                                | 2 – 1                                                               | Uruguay                                                             | Qual. Mondiali 2018                                                 | -                                                                   |                                                                     |
| 9-6-2017                                                            | Trujillo                                                            | Perù                                                                | 1 – 0                                                               | Paraguay                                                            | Amichevole                                                          | -                                                                   |                                                                     |
| 14-6-2017                                                           | Lima                                                                | Perù                                                                | 2 – 1                                                               | Giamaica                                                            | Amichevole                                                          | -                                                                   | 46’                                                                 |
| 1-9-2017                                                            | Lima                                                                | Perù                                                                | 2 – 1                                                               | Bolivia                                                             | Qual. Mondiali 2018                                                 | -                                                                   | Cap.                                                                |
| 5-9-2017                                                            | Quito                                                               | Ecuador                                                             | 1 – 2                                                               | Perù                                                                | Qual. Mondiali 2018                                                 | -                                                                   |                                                                     |
| 6-10-2017                                                           | Buenos Aires                                                        | Argentina                                                           | 0 – 0                                                               | Perù                                                                | Qual. Mondiali 2018                                                 | -                                                                   |                                                                     |
| 11-10-2017                                                          | Lima                                                                | Perù                                                                | 1 – 1                                                               | Colombia                                                            | Qual. Mondiali 2018                                                 | -                                                                   | 46’                                                                 |
| 11-11-2017                                                          | Wellington                                                          | Nuova Zelanda                                                       | 0 – 0                                                               | Perù                                                                | Qual. Mondiali 2018                                                 | -                                                                   | Cap.                                                                |
| 16-11-2017                                                          | Lima                                                                | Perù                                                                | 2 – 0                                                               | Nuova Zelanda                                                       | Qual. Mondiali 2018                                                 | -                                                                   | Cap.                                                                |
| 30-5-2018                                                           | Lima                                                                | Perù                                                                | 2 – 0                                                               | Scozia                                                              | Amichevole                                                          | -                                                                   | Cap.                                                                |
| 9-6-2018                                                            | Göteborg                                                            | Svezia                                                              | 0 – 0                                                               | Perù                                                                | Amichevole                                                          | -                                                                   | 81’                                                                 |
| 16-6-2018                                                           | Saransk                                                             | Perù                                                                | 0 – 1                                                               | Danimarca                                                           | Mondiali 2018 - 1º turno                                            | -                                                                   | Cap.                                                                |
| 21-6-2018                                                           | Ekaterinburg                                                        | Francia                                                             | 1 – 0                                                               | Perù                                                                | Mondiali 2018 - 1º turno                                            | -                                                                   | 46’                                                                 |
| Totale                                                              |                                                                     | Presenze                                                            | 77                                                                  |                                                                     | Reti                                                                | 0                                                                   |                                                                     |

## Palmarès

### Club
- Campionato peruviano: 4

Sporting Cristal: 2002, Apertura 2003, Clausura 2004, 2005

### Nazionale
- Calcio ai Giochi Bolivariani: 1

2001